# 中野拓夢
中野 拓夢（なかの たくむ、1996年6月28日 - ）は、山形県天童市出身のプロ野球選手（内野手）。右投左打。阪神タイガース所属。
盗塁王の歴代最高盗塁成功率タイ記録保持者。

## 経歴

### プロ入り前
小学4年生から軟式野球を始める。中学時代は「山形シニア」に所属。主に遊撃手を務めた。
日大山形高校入学後、1年時は控え遊撃手としてプレーするも、2年夏からは1学年上の正遊撃手・奥村展征との兼ね合いで「2番・二塁手」に定着。同年の甲子園大会に出場し、山形県勢初の夏ベスト4入りに貢献。準決勝の前橋育英高校戦では髙橋光成から安打を打つも、チームは敗れた。3年からは「3番・遊撃手」を務め、夏は県大会準決勝で酒田南高校に敗れた。
東北福祉大学では1年春からベンチ入り。大塚光二監督の助言で一時期はスイッチヒッターにも挑戦した。3年春と4年春秋にベストナインを獲得。4年時に出場した大学選手権では、国際武道大学との決勝戦で伊藤将司から適時打を打つ活躍で優勝に貢献した。3学年上に佐藤優、2学年上に長坂拳弥、1学年上に楠本泰史・笠井駿、1学年下に津森宥紀・八木彬、2学年下に山野太一・元山飛優、3学年下に椋木蓮・三浦瑞樹がいる。
三菱自動車岡崎では1年目から遊撃手としてレギュラーに定着。同年の日本選手権では「3番・遊撃手」として打率.421、4打点を記録し、ベスト4入りに貢献すると、冬にはアジアウインターベースボールリーグに参加し、大会1位の26安打、同2位の打率.371を記録した。2年目の都市対抗野球予選では2本塁打を打つなどの活躍で本戦出場を果たした。
2020年10月26日に行われたドラフト会議では、阪神タイガースから6位指名を受け、契約金3500万円、年俸800万円で仮契約した（金額は推定）。背番号は51。
ドラフト指名後に出場した都市対抗本戦では、同じく阪神から2位指名を受けた伊藤将司擁するJR東日本との一回戦に「2番・遊撃手」として先発出場するも、先発した伊藤の前に4打数無安打に終わり、チームも伊藤に完投を許した末にサヨナラ負けを喫した。

### 阪神時代
2021年、ドラフト1位の佐藤輝明、同8位の石井大智とともに開幕一軍入りを果たした。3月26日の東京ヤクルトスワローズとの開幕戦（明治神宮野球場）では7回裏から二塁手として守備に就き、9回表のプロ初打席では、中前安打を記録した。4月10日の対横浜DeNAベイスターズ戦（横浜スタジアム）では「8番・遊撃手」としてプロ初の先発出場を果たし、プロ初打点とプロ初盗塁を記録した。その後も好調を維持し、オールスターゲームのファン投票では遊撃手部門で293,009票を集め、同部門で4年連続選出中だった坂本勇人を抑えて1位選出された。7月16日のオールスターゲーム第1戦では途中出場すると、9回表に二死満塁で打席を迎え、益田直也から決勝点となる押し出し四球を選んだ。9月21日、中日ドラゴンズ戦で新人遊撃手として100安打を達成。球団では1953年の吉田義男以来の快挙となる。10月24日、広島東洋カープ戦で7回一死から二盗を決め、球団新人では2001年の赤星憲広・2019年の近本光司に続くシーズン30盗塁の快挙を達成させた。
その後30盗塁でシーズンを終え、新人として2019年の近本以来NPB史上3人目の盗塁王を獲得した。当該シーズンの盗塁成功率は.938を記録し（成功30、失敗2）、盗塁王としては2016年の山田哲人に並ぶ歴代最高盗塁成功率、歴代最少盗塁死を記録した。オフには2900万円増となる推定年俸3700万円で契約を更改。その後、チームメイトの佐藤・伊藤らと共に新人特別賞を受賞した。しかし、秋季キャンプ中に下肢のコンディション不良が判明した。
2022年は前述の事情で春季キャンプから二軍で調整し、オープン戦中の3月18日に一軍に復帰した。同日のオリックス・バファローズ戦では勝ち越しの三塁打を打っている。レギュラーシーズンでは開幕から不振が続いた近本に代わりリードオフマンに定着。5月14日のDeNA戦でプロ初の1試合2本塁打、7月13日の対読売ジャイアンツ戦で2年連続シーズン100安打を記録した。8月9日に球団から新型コロナウイルスの陽性反応を受けたことが発表され、「感染拡大防止特例2022」の対象選手として登録抹消された。9月28日、対ヤクルト戦で前回の試合からの2試合連続先頭打者本塁打を放つ。最終的に、135試合に出場し、打率.276、6本塁打、25打点、23盗塁を記録。12月1日には、3300万円増の推定年俸7000万円で契約を更改した。
2023年1月26日、2023 ワールド・ベースボール・クラシック日本代表に選出されたことが発表された。背番号は7。二遊間のバックアップを務めることを期待され召集されていたが、3月10日の対韓国戦でレギュラーとして遊撃手を守っていた源田壮亮が3回裏の走塁において右手小指を骨折したことにより、4回表から入れ替わる形で遊撃手の守備に就き大会初出場を果たした。6回裏には大会初安打となる三塁打を放った。その後、源田が復帰するまでの対チェコ戦（11日）、対オーストラリア戦（12日）にはスタメンとして出場した。フロリダ州マイアミのローンデポ・パークで行われたメキシコ代表との準決勝（21日）では8回裏に代走として出場し、山川穂高の犠飛で1点差に詰め寄る4点目の本塁を踏んだ。
2023年のレギュラーシーズンは遊撃手から二塁手にコンバートされた。4月18日の対広島戦（阪神甲子園球場）では1点を追う9回二死満塁の打席で栗林良吏から自身初のサヨナラ打となる逆転サヨナラ2点適時二塁打を放った。この一打は後に3・4月度の「阪神タイガース DIDアワード」に選出された。9月9日、自身に続いて佐藤輝明が3年連続100安打に到達し、プロ野球初の「同一球団同期入団の2人が、1年目から3年続けてそろって100安打」という快挙を達成。9月14日、優勝マジックナンバー1となって迎えた巨人戦。阪神は4-3でリードし最終回二死、北村拓己が放った打球が二飛になったことで中野がウイニングボールを捕り、18年ぶりのリーグ優勝を決めた。9月25日の対中日戦（バンテリンドーム ナゴヤ）では1回一死に二盗を成功させ、プロ入り1年目から3年連続20盗塁を達成した。球団の二塁手としては1962年の鎌田実、1990年の岡田彰布以来3人目の偉業となった全試合フルイニング出場を達成、164安打は牧秀悟とタイながらも初の最多安打のタイトルを獲得した。打率.285は自己最高を記録、四球数も前年より29個多い57個を獲得。犠打数21もリーグトップタイ。コンバート1年目ながら9失策でゴールデン・グラブ賞二塁手部門で10年連続受賞中だった菊池涼介を3票差で振り切って初受賞。11月30日には阪神新選手会長にも就任した。12月10日の契約更改で8000万円増の推定年俸1億5000万円でサインした。
2024年、オープン戦は34打席連続無安打と絶不調の時期もあったが、ラスト2試合で複数安打を記録して上り調子で開幕を迎えた。4月14日、3年ぶりの打順8番で先発出場し、決勝打を含むマルチ安打。5月3日、巨人戸郷から同年124打席目での1号ソロ、プロ通算10号を放つ。5月7日、前年ゴールデングラブ賞を受賞した二塁コンバート後、初めての1試合2失策を犯しどちらも失点につながる結果となる。5月12日、母の日に3回表二死一・二塁で決勝打となる右翼線への先制適時二塁打を放つ。5月29日、自身最多タイの1試合4四球。6月5日、対楽天2回戦で三回に右前打で節目の通算500安打を達成。6月8日、2013年夏の甲子園準決勝で対戦した西武先発の高橋光成と11年ぶりの対戦で先制の右適時二塁打を打つ。7月8日、「マイナビオールスターゲーム2024」に監督推薦で選出され、1年目から4年連続となる4度目の出場。7月17日、スタメンを外れ、2022年9月11日の中日戦から続けていた連続フルイニング出場が241試合で途切れた。7月23日、オールスターゲームのホームランダービーで、同学年でありWBCで意気投合した、親交が深い巨人岡本和真から事前にLINEでオファーがあり、何度も断ったが最後は折れて打撃投手を務めた。7月31日、「KOSHIEN CLASSIC SERIES」と題された巨人との3連戦2試合目、5回終了時、親交のあり登場曲としても使用している3人組グループのベリーグッドマンがスペシャルライブを行った直後に適時二塁打を放つ。8月21日、2回に中前適時打を放ち、同年100安打に到達した。新人から4年以上連続での100安打は、球団では6年連続で記録を継続中の近本以来4人目。

## 選手としての特徴
高い走塁技術と広い守備範囲が武器の内野手。

### 打撃
ミートセンスが高く、球団新人安打数6位を記録した。後述の足の速さからセーフティーバントを行うこともある。

### 走塁
盗塁の成功率が高い。プロ野球史上3人目の新人盗塁王。盗塁王としての歴代最高盗塁成功率記録保持者。しかしアマチュア時代は積極的に盗塁を試みる選手ではなく、プロ入り最初の春季キャンプ中での紅白戦や練習試合では盗塁失敗が続いていたが、帰塁の速さに着目した一軍外野守備走塁兼分析担当コーチの筒井壮による、リード幅を広げる指導を受け、プロ初盗塁からの12連続成功や盗塁王獲得を成し遂げた。

### 守備
守備範囲が広く、平均的な内野手より多くの打球をアウトにできる。2021年には失策数は多いものの、遊撃手としてリーグ1位の補殺数・刺殺数を記録。DELTA社算出の守備範囲指標RngRもリーグ1位を記録した。
2023年、岡田彰布監督就任に伴い二塁手にコンバートされ、公式戦のみならずクライマックスシリーズ、日本シリーズも含めて全試合フルイニング出場を果たした。そしてシーズン終了後は僅差で菊池涼介を交わし二塁手部門でゴールデングラブ賞を獲得した。

## 人物
山形生まれ・山形育ちながら、父親の影響で幼少期から阪神ファンだった。目標とする選手に鳥谷敬を挙げている。
2021年の8月終盤には阪神応援団が中野の打席で演奏される応援歌の完成を発表。本拠地の甲子園で行われた同月31日の試合でお披露目された。中野は「『夢を拓け』という名前も入れていただいて、自分の中ですごく背中を押してもらえる歌詞だと思いました。1年目からヒッティングマーチを作っていただけたことはすごく嬉しいですし、期待に応えることができるように強い気持ちを持って頑張ります」と語っている。
2023年1月14日放送の『ジョブチューン』（TBSテレビ）に出演した際、番組内の企画で1分間のキャッチボールのギネス世界記録の更新に紅林弘太郎（オリックス）とのペアで挑戦。アメリカのアマチュアペアが記録している55回のタイ記録を計測し、記録更新とはならなかったものの世界記録に認定された。
2023年は二遊間でコンビを度々組んだ木浪聖也とは「ナカキナ」とも呼ばれている。
2024年1月20日、一般女性と結婚したことを公表した。

## 詳細情報

### 年度別打撃成績
| 年 度     | 球 団     | 試 合 | 打 席 | 打 数 | 得 点 | 安 打 | 二 塁 打 | 三 塁 打 | 本 塁 打 | 塁 打 | 打 点 | 盗 塁 | 盗 塁 死 | 犠 打 | 犠 飛 | 四 球 | 敬 遠 | 死 球 | 三 振 | 併 殺 打 | 打 率 | 出 塁 率 | 長 打 率 | O P S |
| --------- | --------- | ----- | ----- | ----- | ----- | ----- | -------- | -------- | -------- | ----- | ----- | ----- | -------- | ----- | ----- | ----- | ----- | ----- | ----- | -------- | ----- | -------- | -------- | ----- |
| 2021      | 阪神      | 135   | 525   | 466   | 45    | 127   | 15       | 4        | 1        | 153   | 36    | 30    | 2        | 20    | 4     | 29    | 5     | 6     | 81    | 6        | .273  | .321     | .328     | .649  |
| 2022      | 阪神      | 135   | 610   | 569   | 69    | 157   | 16       | 3        | 6        | 197   | 25    | 23    | 7        | 19    | 1     | 18    | 0     | 3     | 89    | 9        | .276  | .301     | .346     | .647  |
| 2023      | 阪神      | 143   | 660   | 575   | 80    | 164   | 17       | 5        | 2        | 197   | 40    | 20    | 12       | 21    | 5     | 57    | 2     | 2     | 107   | 5        | .285  | .349     | .343     | .692  |
| 2024      | 阪神      | 143   | 634   | 547   | 63    | 127   | 20       | 2        | 1        | 154   | 32    | 6     | 7        | 35    | 1     | 46    | 0     | 5     | 97    | 10       | .232  | .297     | .282     | .579  |
| 通算：4年 | 通算：4年 | 556   | 2429  | 2157  | 257   | 575   | 68       | 14       | 10       | 701   | 133   | 79    | 28       | 95    | 11    | 150   | 7     | 16    | 374   | 30       | .267  | .317     | .325     | .642  |

- 2024年度シーズン終了時
- 各年度の太字はリーグ最高

### 年度別打撃成績所属リーグ内順位
| 年 度 | 年 齢 | リ ｜ グ   | 打 率 | 安 打 | 二 塁 打 | 三 塁 打 | 本 塁 打 | 打 点 | 盗 塁 | 出 塁 率 |
| ----- | ----- | ---------- | ----- | ----- | -------- | -------- | -------- | ----- | ----- | -------- |
| 2021  | 24    | セ・リーグ | -     | -     | -        | 5位      | -        | -     | 1位   | -        |
| 2022  | 25    | セ・リーグ | -     | 3位   | -        | 7位      | -        | -     | 4位   | -        |
| 2023  | 26    | セ・リーグ | 9位   | 1位   | -        | 6位      | -        | -     | 2位   | 8位      |
| 2024  | 27    | セ・リーグ | -     | -     | -        | -        | -        | -     | -     | -        |

- 太字年は規定打席到達年
- -は10位未満（打率、出塁率、長打率、OPSは規定打席未到達の場合も-と表記）

### WBCでの打撃成績
| 年 度 | 代 表 | 試 合 | 打 席 | 打 数 | 得 点 | 安 打 | 二 塁 打 | 三 塁 打 | 本 塁 打 | 塁 打 | 打 点 | 盗 塁 | 盗 塁 死 | 犠 打 | 犠 飛 | 四 球 | 敬 遠 | 死 球 | 三 振 | 併 殺 打 | 打 率 | 出 塁 率 | 長 打 率 | O P S |
| ----- | ----- | ----- | ----- | ----- | ----- | ----- | -------- | -------- | -------- | ----- | ----- | ----- | -------- | ----- | ----- | ----- | ----- | ----- | ----- | -------- | ----- | -------- | -------- | ----- |
| 2023  | 日本  | 5     | 14    | 10    | 6     | 3     | 0        | 1        | 0        | 5     | 0     | 2     | 0        | 0     | 0     | 4     | 0     | 0     | 1     | 0        | .300  | .500     | .500     | 1.000 |

- 太字は大会最高

### 年度別守備成績
| 年 度 | 球 団 | 二塁  | 二塁  | 二塁  | 二塁  | 二塁  | 二塁     | 遊撃  | 遊撃  | 遊撃  | 遊撃  | 遊撃  | 遊撃     |
| 年 度 | 球 団 | 試 合 | 刺 殺 | 補 殺 | 失 策 | 併 殺 | 守 備 率 | 試 合 | 刺 殺 | 補 殺 | 失 策 | 併 殺 | 守 備 率 |
| ----- | ----- | ----- | ----- | ----- | ----- | ----- | -------- | ----- | ----- | ----- | ----- | ----- | -------- |
| 2021  | 阪神  | 18    | 11    | 16    | 0     | 5     | 1.000    | 124   | 188   | 368   | 17    | 60    | .970     |
| 2022  | 阪神  | -     | -     | -     | -     | -     | -        | 135   | 215   | 424   | 18    | 85    | .973     |
| 2023  | 阪神  | 143   | 303   | 467   | 9     | 102   | .988     | -     | -     | -     | -     | -     | -        |
| 2024  | 阪神  | 143   | 342   | 460   | 8     | 84    | .990     | -     | -     | -     | -     | -     | -        |
| 通算  | 通算  | 304   | 656   | 943   | 17    | 191   | .989     | 259   | 403   | 792   | 35    | 145   | .972     |

- 2024年度シーズン終了時
- 各年度の太字はリーグ最高
- 太字年はゴールデングラブ賞受賞年

### タイトル
- 盗塁王：1回（2021年）
- 最多安打：1回（2023年）

### 表彰
野球
- ベストナイン：1回（遊撃手部門：2022年）
- ゴールデングラブ賞：1回（二塁手部門：2023年）
- セ・リーグ 連盟特別表彰：1回（新人特別賞：2021年[26]）
- スピードアップ賞：2回（打者部門：2022年[82]、2023年[83]）
- 阪神タイガースDIDアワード：1回（2023年3・4月[45]）

その他
- 東北福祉大学 特別功労賞（2023年）[84]
- 山形県スポーツ栄光賞（2023年）[85]
- 岡崎市市民栄誉賞（2023年）[86]
- 天童市市民栄誉賞（2023年）[87]

### 記録
初記録
- 初出場：2021年3月26日、対東京ヤクルトスワローズ1回戦（明治神宮野球場）、7回裏に糸原健斗に代わり二塁手で出場
- 初打席・初安打：同上、9回表に近藤弘樹から中前安打
- 初得点：2021年3月28日、対東京ヤクルトスワローズ3回戦（明治神宮野球場）、9回表に三走として山本泰寛の犠飛で生還
- 初先発出場：2021年4月10日、対横浜DeNAベイスターズ2回戦（横浜スタジアム）、「8番・遊撃手」で先発出場
- 初打点：同上、9回表に池谷蒼大から二ゴロ野選の間
- 初盗塁：同上、9回表に二盗（投手：池谷蒼大、捕手：戸柱恭孝）
- 初本塁打：2021年5月4日、対東京ヤクルトスワローズ7回戦（明治神宮野球場）、8回表に坂本光士郎から右越2ラン

その他の記録
- オールスターゲーム出場：4回（2021年、2022年、2023年、2024年）

### 背番号
- 51（2021年[13] - 、侍ジャパンシリーズ2022）
- 7（2023年WBC）

### 登場曲
- 「ハイライト」ベリーグッドマン（2021年、2022年〈偶数打席〉 ）
- 「必ず何かの天才」ベリーグッドマン（2022年〈奇数打席〉 ）
- 「ハイライト（中野バージョン）」ベリーグッドマン（2023年 - ）[88] ※2023.2024年は1.3.5打席 ※2025年は1.5打席
- 「歩み」GReeeeN（2023年）※2打席
- 「雑草」ベリーグッドマン（2023年）※4打席
- 「チョベリグ」ベリーグッドマン（2023年-）※チャンス
- 「CLASSIC」ベリーグッドマン（2024年-）※2024年は2打席　※2025年は4打席
- 「Dreamer」ベリーグッドマン（2024年）※4打席
- 「Anthem」timelesz（2025年）※2打席
- 「Identity(Just be me～)」MISAMO（2025年）※3打席

### 代表歴
- 2023 ワールド・ベースボール・クラシック日本代表